# 1822 en architecture
| Années de l'architecture : 1819 - 1820 - 1821 - 1822 - 1823 - 1824 - 1825    |
| Décennies de l'architecture : 1790 - 1800 - 1810 - 1820 - 1830 - 1840 - 1850 |

Cet article présente les faits marquants de l'année 1822 en architecture.

## Réalisations
- Construction de l'université du pays de Galles à Lampeter par Charles Cockerell.
- Reconstruction du château Chester sous la direction de Thomas Harrison.
- Réaménagement du pavillon de Brighton par John Nash dans un style d'inspiration indienne et chinoise (début des travaux en 1815).
- Construction du pont de Souillac, premier pont construit avec du ciment artificiel par Louis Vicat.

## Événements
- Incendie de la flèche en bois de la cathédrale de Rouen. Une autre en fonte, accostée de quatre clochetons en cuivre, sera érigée par étapes tout au long du XIXe siècle sur les plans de l'architecte Jean-Antoine Alavoine.

## Récompenses
- Prix de Rome : Émile Gilbert.

## Naissances
- Philip Charles Hardwick († 1892).
- 27 avril : Frederick Law Olmsted († 28 août 1903).

## Décès
- 3 janvier : Johann Christian von Mannlich (° 2 octobre 1741).
- Date précise inconnue :
  - Michel-Barthélemy Hazon (°1722).
  - Louis-Emmanuel-Aimé Damesme (°1757).
  - Eustache de Saint-Far, architecte et urbaniste français (° 1746.)